# Syslík
Syslík är en kulle i Tjeckien.   Den ligger i regionen Södra Mähren, i den sydöstra delen av landet, 210 km sydost om huvudstaden Prag. Toppen på Syslík är 265 meter över havet.
Terrängen runt Syslík är huvudsakligen platt, men österut är den kuperad.Runt Syslík är det ganska tätbefolkat, med 83 invånare per kvadratkilometer. Närmaste större samhälle är Hrušovany nad Jevišovkou, 9,5 km väster om Syslík. Trakten runt Syslík består till största delen av jordbruksmark.